# シェーン・コスタ
シェーン・コスタ（英: Shane Jeremy Costa、1981年12月12日 - ）は、アメリカ合衆国カリフォルニア州ビサリア出身の元プロ野球選手。ポジションは外野手、右投左打。

## 経歴

### プロ入りとマイナー時代とロイヤルズ時代
2003年のMLBドラフトで、カンザスシティ・ロイヤルズからドラフト2巡目指名され入団。この年は、傘下ルーキーリーグのアリゾナ・リーグ・ロイヤルズで23試合に出場した後、傘下アドバンスAのウィルミントン・ブルーロックスに昇格し、3試合に出場した。
2004年は、開幕を傘下アドバンスAのウィルミントン・ブルーロックスで迎え123試合に出場した。
2005年は、6月2日のニューヨーク・ヤンキース戦で、メジャーデビューを果たした。
2006年は、傘下AAのウィチタ・ラングラーズで開幕を迎え、ここでは、2試合に出場した。その後、傘下AAAのオマハ・ストームチェイサーズに昇格し、ここでは、52試合に出場した。
2007年は、傘下AAAのオマハ・ストームチェイサーズで開幕を迎えた。この年は、59試合に出場した。
2008年も、開幕を傘下AAAのオマハ・ストームチェイサーズで迎えた。この年は、75試合に出場した。
2009年は、傘下AAAのオマハ・ストームチェイサーズで1試合に出場にとどまった。オフに、FAとなった。12月16日に、カンザスシティ・ロイヤルズとマイナー契約を結び、残留した。
2010年は、怪我の影響でリハビリの為、開幕を傘下ルーキーリーグのアリゾナ・リーグ・ロイヤルズで迎えた。ここでは、11試合に出場した。その後、傘下アドバンスAのウィルミントン・ブルーロックスに昇格し、ここでは、2試合に出場した。その後、傘下AAのノースウエストアーカンソー・ナチュラルズに昇格し、ここでは1試合に出場した。オフに、退団した。

### 独立リーグ時代
2011年3月7日に、アメリカン・アソシエーションのセントポール・セインツと契約を結んだ。この年は、45試合に出場した。
2012年は、33試合に出場した。この年限りで、退団した。

その後は、野球界から遠ざかっている。

## 詳細情報

### 年度別打撃成績
| 年 度    | 球 団    | 試 合 | 打 席 | 打 数 | 得 点 | 安 打 | 二 塁 打 | 三 塁 打 | 本 塁 打 | 塁 打 | 打 点 | 盗 塁 | 盗 塁 死 | 犠 打 | 犠 飛 | 四 球 | 敬 遠 | 死 球 | 三 振 | 併 殺 打 | 打 率 | 出 塁 率 | 長 打 率 | O P S |
| -------- | -------- | ----- | ----- | ----- | ----- | ----- | -------- | -------- | -------- | ----- | ----- | ----- | -------- | ----- | ----- | ----- | ----- | ----- | ----- | -------- | ----- | -------- | -------- | ----- |
| 2005     | KC       | 27    | 88    | 81    | 13    | 19    | 2        | 0        | 2        | 27    | 7     | 0     | 0        | 1     | 0     | 5     | 0     | 1     | 11    | 3        | .235  | .287     | .333     | .620  |
| 2006     | KC       | 72    | 252   | 237   | 23    | 65    | 20       | 1        | 3        | 96    | 23    | 2     | 0        | 2     | 2     | 6     | 2     | 5     | 29    | 5        | .274  | .304     | .405     | .709  |
| 2007     | KC       | 55    | 109   | 103   | 13    | 23    | 6        | 1        | 0        | 31    | 12    | 0     | 1        | 0     | 1     | 5     | 0     | 0     | 23    | 2        | .223  | .257     | .301     | .558  |
| MLB：3年 | MLB：3年 | 154   | 449   | 421   | 49    | 107   | 28       | 2        | 5        | 154   | 42    | 2     | 1        | 3     | 3     | 16    | 2     | 6     | 63    | 10       | .254  | .289     | .366     | .655  |

### 背番号
- 15（2005年）
- 32（2006年 - 2007年）